# Mary Hesse
Mary Brenda Hesse (Reigate, 15 ottobre 1924 – 2 ottobre 2016) è stata una filosofa ed epistemologa britannica.
Mary B. Hesse ha studiato matematica, fisica, storia della scienza, nonché filosofia della scienza presso l'Imperial College ed l'University College, entrambe a Londra .
Hesse è nota per aver contribuito ad una concezione unificata della struttura della scienza fisica, basata sull'inferenza induttiva; in particolare ha esaminato quei casi storici in cui sono stati presentati modelli e analogie.

## Carriera
Dopo gli studi ha iniziato ad insegnare matematica presso l'Università di Leeds dal 1951 al 1955, in seguito Storia e Filosofia della Scienza presso l'University College dal 1955 al 1959, infine dal 1960 al 1985 presso l'Università di Cambridge ove è diventata dopo il pensionamento professoressa emerita di Storia e Filosofia della Scienza . In qualità di visiting professor è stata negli Stati Uniti, dove ha tenuto corsi universitari a Yale e a Chicago.

## Riconoscimenti
Gli è stato intitolato un premio, il Mary B. Hesse Graduate Student Essay Award .